# Eva Holubová
Eva Holubová (Praga, 7 marzo 1959) è un'attrice ceca.

## Filmografia
- Vojtěch, řečený sirotek - regia di Zdeněk Tyc (1990)
- Vrať se do hrobu! - regia di Milan Šteindler (1990)
- Kouř - regia di Tomáš Vorel (1991)
- Scuola elementare - regia di Jan Svěrák (1991)
- Requiem pro panenku - regia di Filip Renč (1991)
- Knoflíkáři - regia di Petr Zelenka (1997)
- Pelíšky - regia di Jan Hřebejk (1999)
- Cesta z města - regia di Tomáš Vorel (2000)
- Gympl - regia di Tomáš Vorel (2007)
- Líbáš jako Bůh - regia di Marie Poledňáková (2009)
- Doktor od jezera hrochů - regia di
- Odcházení - regia di Zdeněk Troška (2010)
- Líbáš jako ďábel - regia di Marie Poledňáková (2012)
- Jak básníci čekají na zázrak - regia di Dušan Klein (2016)
- The Good Plumber - regia di Tomáš Vorel (2016)
- Tátova volha - regia di Jiří Vejdělek (2018)
- Teroristka - regia di Radek Bajgar (2019)

### Televisione
- Kde padají hvězdy - serie TV (7 episodi) (1996)
- Bubu a Filip - serie TV (4 episodi) (1996)
- Případy detektivní kanceláře Ostrozrak - serie TV (4 episodi) (2000)
- Duch český - serie TV (5 episodi) (2001)
- To jsem z toho jelen - serie TV (6 episodi) (2001)
- Náves - serie TV (5 episodi) (2006)
- Cukrárna - serie TV (5 episodi) (2010)
- Rudyho má kazdý rád - serie TV (12 episodi) (2015)
- Pustina - serie TV (8 episodi) (2016)
- Slunečná - serie TV (106 episodi) (2021)